# Шерон Спрингс (Њујорк)
Шерон Спрингс (енгл. Sharon Springs) град је у америчкој савезној држави Њујорк.

## Демографија
По попису из 2010. године број становника је 558, што је 11 (2,0%) становника више него 2000. године.
| Група             | 2000.       | 2010.       |
| Белци             | 529 (96,7%) | 513 (91,9%) |
| Афроамериканци    | 4 (0,7%)    | 4 (0,7%)    |
| Азијати           | 0 (0,0%)    | 8 (1,4%)    |
| Хиспаноамериканци | 10 (1,8%)   | 24 (4,3%)   |
| Укупно            | 547         | 558         |